# Saint-Venant-de-Paquette
Pour les articles homonymes, voir Saint-Venant (homonymie).
Saint-Venant-de-Paquette est une municipalité du Québec située dans la MRC de Coaticook en Estrie.

## Toponymie
Elle est nommée en l'honneur de Venant, saint ermite du VIIIe siècle.
« Vers 1862, les habitants du Gore de Hereford érigent une chapelle-presbytère et fondent la paroisse de Saint-Venant-de-Hereford, la plus ancienne de ce côté de la frontière ».
La municipalité de Saint-Venant-de-Paquette a remplacé le 18 décembre 1993 la municipalité de la paroisse de Saint-Venant-de-Hereford, séparée du canton de Hereford en 1917.

## Géographie
La rivière Hall délimite l'est de la municipalité qui fait partie du bassin versant de la rivière Connecticut.

## Démographie
| 1991 | 1996 | 2001 | 2006 | 2011 | 2016 | 2021 |
| ---- | ---- | ---- | ---- | ---- | ---- | ---- |
| 109  | 111  | 116  | 81   | 104  | 97   | 69   |

## Administration
Les élections municipales se font en bloc pour le maire et les six conseillers.
| Saint-Venant-de-Paquette Maires depuis 2001                                                                          |                |         |          |
| Élection | Maire          | Qualité | Résultat |
| 2001 | Roland Lavigne |         | Voir     |
| 2005 | Henri Pariseau |         | Voir     |
| 2009 | Henri Pariseau | Voir    |          |
| 2013 | Henri Pariseau | Voir    |          |
| 2017 | Henri Pariseau | Voir    |          |
| 2021 | Henri Pariseau | Voir    |          |
| Élection partielle en italique Depuis 2005, les élections sont simultanées dans toutes les municipalités québécoises |                |         |          |

## Attraits touristiques

### Les Amis du patrimoine de Saint-Venant-de-Paquette
Les Amis du patrimoine de Saint-Venant-de-Paquette est une organisation à but non lucratif née de la petite communauté d'une centaine d' habitants. Après avoir fêté le cent-vingt-cinquième anniversaire de la paroisse Saint-Venant en 1987, ils décidèrent d'entamer des travaux de restauration et de mise en valeur de patrimoine religieux et paysager. L’ex-comité du 125ième, avec l’implication de l’auteur-compositeur-interprète Richard Séguin et de plusieurs de ses compères-artistes, réussirent à amasser plusieurs centaines de milliers de dollars  qui servirent à la restauration et la mise en place des différentes structures aujourd'hui présentes.

#### Le Sentier poétique
Une idée de Richard Séguin, le Sentier poétique a pour but d’inscrire dans le paysage du village de Saint-Venant-de-Paquette l'âme des mots[Quoi ?]. Avec l'aide de plusieurs résidents qui se sont joints au projet de l'artiste, puis avec la collaboration des en horticulture, René Deschênes et Guy Laliberté et de leurs élèves le sentier a pris forme. Ainsi horticulteurs, artistes en arts visuels, agriculteurs, sculpteurs, producteurs forestiers, architectes, poètes et professeurs de poésie travaillent en chœur pour créer une expérience artistique et spirituelle[style à revoir]. Le parcours du Sentier poétique permet de découvrir ou redécouvrir de grands poètes tel que Alfred Desrochers ainsi que Félix Leclerc.
C’est dans ces mots que Richard Séguin parle du projet : « Nous voilà donc 30 autour de la table de la salle communautaire du village, avec des rires, du bonheur, des outils et des rêves. On prépare la place pour accueillir les mots des poètes. L’un connaît le secret des jardins, l’autre le passé de la pierre, l’un sait planter des arbres, l’autre possède le don de déplacer la terre. Rencontre concrète des forces vives de la région, des bras, du cœur, la connaissance des plantes, les dessins sur le coin de la table, le travail des femmes, des hommes et des enfants. Défricher, planter, semer, marcher, imaginer. »

##### Grande Nuit de la Poésie de Saint-Venant
Faisant écho à la Nuit de la Poésie du 27 mars 1970, la première édition de la Grande Nuit de la Poésie de Saint-Venant s'est déroulée en septembre 2002 jusqu'en 2008. L'organisation prend une pause en 2008 avec le départ de la directrice artistique Nathalie Watteyne. En 2016, à l'invitation de Richard Séguin et des Amis du patrimoine, David Goudreault et Jean-François Létourneau, enseignant en littérature, acceptent de reprendre le flambeau et de relancer l'événement en présentant plus d'une trentaine de poètes dans trois lieux différents. L'organisation atteint la parité entre poètes et poétesses. Cette biennale poétique attire un millier de personnes.

#### La Maison de l’arbre
À l'entrée du Sentier poétique, la maison de l'arbre est une combinaison de l'art, de la science et de l'éducation. Il présente l'arbre comme inspiration poétique, mythique et fantaisiste. Sous le thème l'arbre en tête, l’exposition propose l'exploration d'aspects méconnus de l'arbre. Développée pour plaire à un public de tout âge, depuis son ouverture, la Maison de l'arbre attire toujours de plus en plus de familles.

#### Le Musée-église
Le Musée-église a été créé pour mettre en valeur l’architecture et les objets patrimoniaux de ce bâtiment unique et majeur dans l'histoire locale. Il présente  le travail des artisans d’autrefois qui ont travaillé pendant 10 ans la construction de cette petite église unique.
Il compte 2 salles d'expositions. Une première présentant une exposition permanente mettant en vedette les objets ayant servi à la vie religieuse d'autrefois. La seconde, située dans la sacristie, d'où elle porte son nom, présente des expositions thématiques. Depuis 2014, cette dernière permet au visiteurs de découvrir les multiples talents de Richard Séguin en mariant poésie et gravure.

### Circuits Découverte
Depuis 2004, la municipalité de Saint-Venant-de-Paquette fait partie du Circuit Découverte, Par monts et poésie, qui permet aux visiteurs de découvrir les différents attraits des municipalités de Saint-Malo, Saint-Venant-de-Paquette et East Hereford.
Les attraits patrimoniaux de Saint-Venant-de-Paquette comme son musée-église et son sentier de la poésie y sont présentés.

### La Voie des Pionniers
Depuis son lancement en 2010, La Voie des Pionniers compte un arrêt à Saint-Venant-de-Paquette. En effet, la Table de concertation culturelle de la MRC de Coaticook, créatrice du projet, a choisi d'intégrer, à son tracé, la silhouette d'Hermine Malouin Lefebvre, femme forte de son époque.
Située près du bureau municipal, la pionnière raconte de larges pans de son histoire, les évènements régionaux importants de son époque et la construction de son village d'adoption. Pour bonifier le projet, les Amis du patrimoine ont décidé d'y ajouter un circuit audio-guide qui permet de découvrir un peu plus le coin en suivant la voix de la pionnière.

## Personnalités
- Richard Séguin, auteur-compositeur-interprète, artiste-graveur.